# PLEKHO1
PLEKHO1 (англ. Pleckstrin homology domain containing O1) – білок, який кодується однойменним геном, розташованим у людей на короткому плечі 1-ї хромосоми.  Довжина поліпептидного ланцюга білка становить 409 амінокислот, а молекулярна маса — 46 237.
| 10         |  | 20         |  | 30         |  | 40         |  | 50         |
| ---------- |  | ---------- |  | ---------- |  | ---------- |  | ---------- |
| MMKKNNSAKR |  | GPQDGNQQPA |  | PPEKVGWVRK |  | FCGKGIFREI |  | WKNRYVVLKG |
| DQLYISEKEV |  | KDEKNIQEVF |  | DLSDYEKCEE |  | LRKSKSRSKK |  | NHSKFTLAHS |
| KQPGNTAPNL |  | IFLAVSPEEK |  | ESWINALNSA |  | ITRAKNRILD |  | EVTVEEDSYL |
| AHPTRDRAKI |  | QHSRRPPTRG |  | HLMAVASTST |  | SDGMLTLDLI |  | QEEDPSPEEP |
| TSCAESFRVD |  | LDKSVAQLAG |  | SRRRADSDRI |  | QPSADRASSL |  | SRPWEKTDKG |
| ATYTPQAPKK |  | LTPTEKGRCA |  | SLEEILSQRD |  | AASARTLQLR |  | AEEPPTPALP |
| NPGQLSRIQD |  | LVARKLEETQ |  | ELLAEVQGLG |  | DGKRKAKDPP |  | RSPPDSESEQ |
| LLLETERLLG |  | EASSNWSQAK |  | RVLQEVRELR |  | DLYRQMDLQT |  | PDSHLRQTTP |
| HSQYRKSLM  |  |            |  |            |  |            |  |            |

A: Аланін

C: Цистеїн

D: Аспарагінова кислота

E: Глутамінова кислота

F: Фенілаланін

G: Гліцин

H: Гістидин

I: Ізолейцин

K: Лізин

L: Лейцин

M: Метіонін

N: Аспарагін

P: Пролін

Q: Глутамін

R: Аргінін

S: Серин

T: Треонін

V: Валін

W: Триптофан

Кодований геном білок за функцією належить до фосфопротеїнів. 
Задіяний у таких біологічних процесах як поліморфізм, альтернативний сплайсинг. 
Локалізований у клітинній мембрані, цитоплазмі, ядрі, мембрані.